# Чалий Дмитро Сергійович

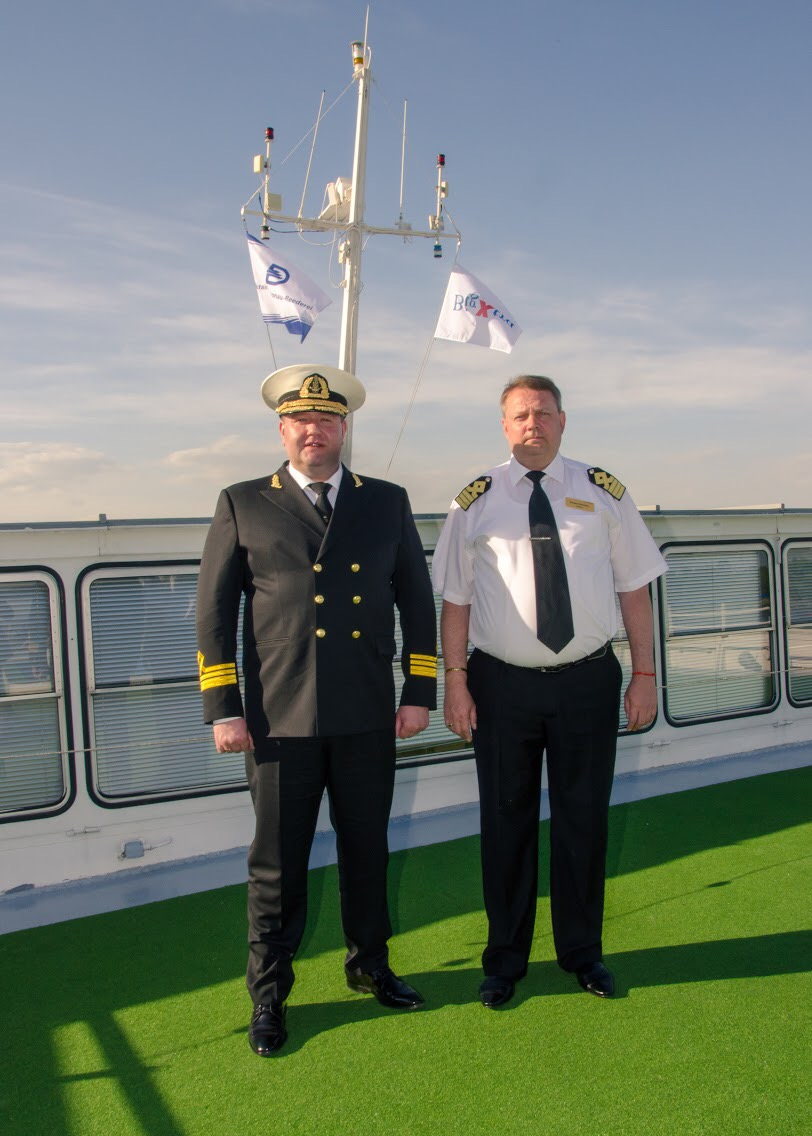
Голова Правління ПрАТ «Українське Дунайське пароплавство» Дмитро Чалий (ліворуч) на борту круїзного пасажирського судна «Молдавія» з капітаном Сергієм Алдошкіним. 25 квітня 2018 року, Відень.

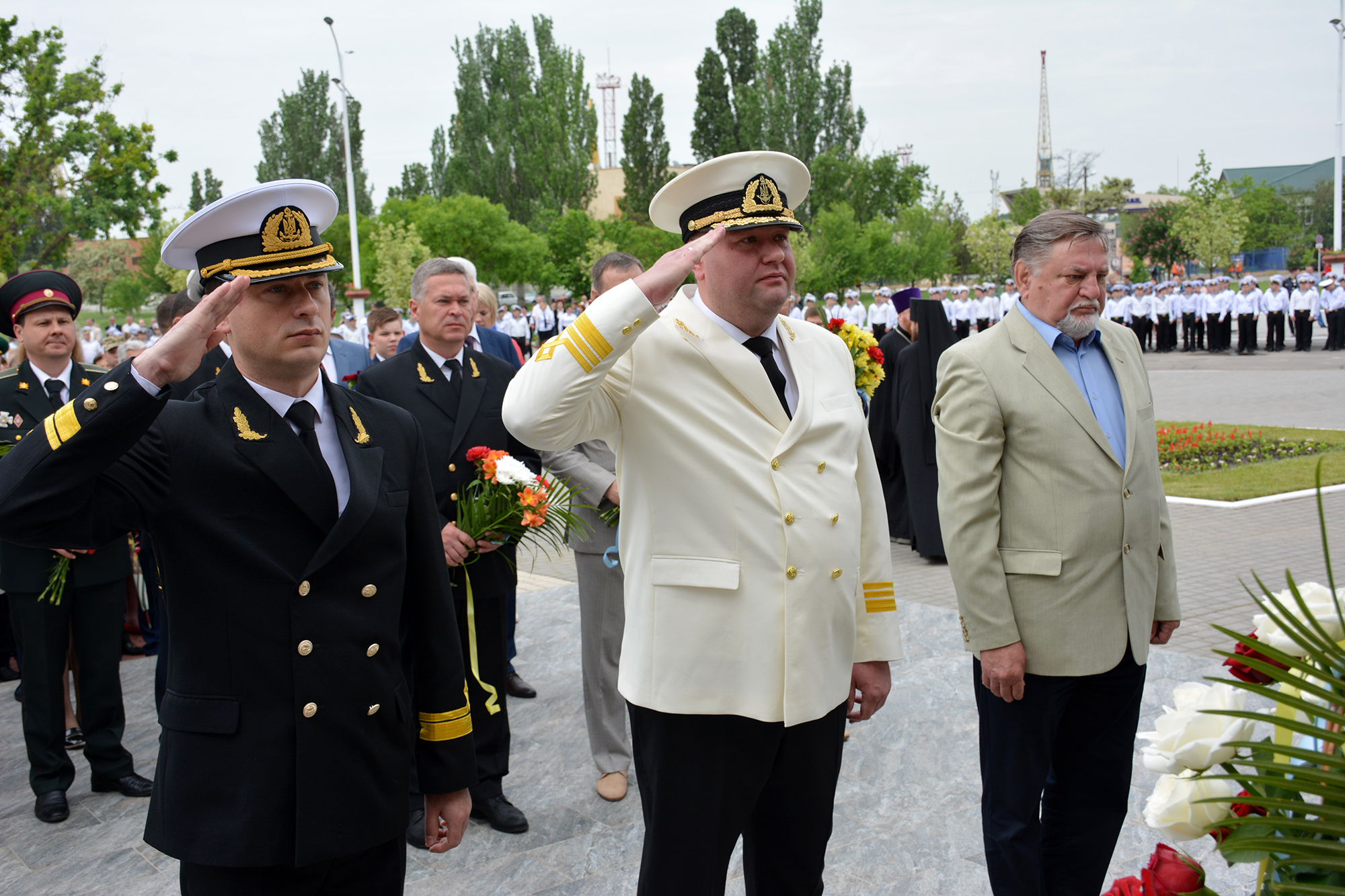
Голова Правління ПрАТ «Українське Дунайське пароплавство» Дмитро Чалий (у центрі) у День пам'яті та примирення 8 травня 2018 року під час покладання квітів біля пам'ятника морякам-дунайцям, м. Ізмаїл.

Чалий Дмитро Сергійович (нар. 12 лютого 1982, Київ) — колишній голова Правління ПрАТ «Українське Дунайське Пароплавство».

## Освіта
- 2003 — закінчив Національний транспортний університет за спеціальністю «Організація перевезень і управління на транспорті».
- 2018 — закінчив Одеський національний морський університет за спеціальністю «Менеджмент».

## Трудова діяльність
- 2001 — Інженер транспортного відділу «УЛС Юкрейн Лоджістік», місто Київ
- 2002 — Комерційний директор «Сталкер Транс», місто Київ
- 2003 — Заступник директора дирекції з матеріально-технічного постачання і транспорту ВАТ «Енергопостачальна компанія Одесаобленерго», місто Одеса
- 2004 — Генеральний директор СП ТОВ «Транс-Груп», місто Київ
- 2006 — Заступник начальника управління — начальник відділу державного контролю Головавтотрансінспекції Мінтрансзв'язку України, місто Київ
- 2006 — Перший заступник генерального директора ДП МВС України «Спецсервіс»
- 2007 — Генеральний директор ВАТ «Страхова компанія „Універсальна“», місто Київ
- 2007 — Директор департаменту по роботі з перевізниками, директор дирекції регіонального розвитку, заступник генерального директора з загальних питань ЗАТ «Перша страхова компанія», місто Київ
- 2010 — Директор Приватного підприємства «Перша клініка», місто Київ
- 2014 — В.о. директора головного навчального центру Укрпошти «Зелена Буча», місто Київ.
- 2015 — Комерційний директор ДП «Укрпошта», місто Київ.
- 2016 — В.о. заступника директора, заступник директора з комерційних питань ДП «Одеський морський торговельний порт», місто Одеса.
- 2017 — В.о. заступника директора з експлуатації ДП "Морський торговельний порт «Чорноморськ», місто Чорноморськ Одеської області.
- 2017 — В.о. голови Правління Приватного акціонерного товариства «Українське Дунайське пароплавство»[3]..
- 2018–2019 — Голова Правління Приватного акціонерного товариства «Українське Дунайське пароплавство»[4].